# Naenia signata
Naenia signata är en fjärilsart som beskrevs av Barend J. Lempke 1964. Naenia signata ingår i släktet Naenia och familjen nattflyn. Inga underarter finns listade i Catalogue of Life.